# Bitka pri Slankamnu
Bitka pri Slankamnu 19. avgusta 1691 je bila bitka med vojskama Svetega rimskega cesarstva in Osmanskega cesarstva, ki se je končala s prepričljivo zmago krščanske vojske. V vojski Svetega rimskega cesarstva so sodelovale nemške, avstrijske, hrvaške, ogrske in druge enote pod poveljstvom Ludvika Badenskega. Osmanski vojski je poveljeval  Fazil Mustafa Ćuprilić. 

## Bitka
Bitka je bila del velike osmanske vojne, ki se je začela leta 1683 z osmanskim napadom na Avstrijo in neuspešnim poskusom osvojitve Dunaja. V nadaljevanju vojne je zavezniška vojska osvojila Ogrsko, dele Hrvaške in Srbije in prodrla do Makedonije. Leta 1690 so Osmani ponovno zavzeli Beograd, s čimer se je začela selitev Srbov z ozemlja južno od Save in Donave proti severu. 
Po nekaterih ocenah je vojska Svetega rimskega cesarstva pri Slankamnu štela 20.000-35.000 mož, sultanova pa 50.000-60.000 mož. Srbska milica je imela 10.000 mož pod poveljstvom Jovana Monasterlije.
Osmanska vojska je taborila pri Zemunu, avstrijsko-nemška pa pri Slankamnu. Osmanski poveljnik je z zvijačo prišel za hrbet vojske Ludvika Badenskega, osmanska donavska flota pa je presekala njegove oskrbovalne poti. Osmanske poteze so Ludvika prisilile, da je krenil v napad. Začetek bitke je bil zanj neugoden. Pehota na njegovem desnem krilu je napadla osmanski tabor, vendar je zaradi izpadov janičarjev utrpela velike izgube. Ker se je pehota umaknila, je grozil razpad avstrijsko-nemškega bojišča zaradi napade osmanske konjenice. Avstrijsko-nemška vojska je z velikimi napori napad vzdržala.
Ludvik Badenski je nato ukazal samostojen napad konjenice, ki je uspela razbiti osmanske vrste. Cela avstrijsko-nemška vojska je nato napadla osmanski tabor, ki je komaj vzdržal napad. Tok bitke se je obrnil na zavezniško stran, ko je vojaški orkester (mehteran) prenehal igrati, da bi se premaknil na levo krilo. Vojaki so prenehanje igranja razumeli kot znak za umik in nastala je velika panika. Krščanska vojska je prepričljivo zmagala vendar je izgubila 5.000-7.000 mož. Osmanska vojska je izgubila 20.000-25.000 mož. Mustafa paša je v bitki padel. Zavezniki so zaplenili 154 topov, 10.000 šotorov, 5.000 konj, veliko kamel in vojaško blagajno. 
Bitki pri Slankamnu je sledilo še nekaj spopadov. S sklenitvijo Karlovškega miru leta 1699 se je velika osmanska vojna končala.

## Zapuščina
V Slankamnu je bil v spomin na zmago cesarske vojske leta 1892 postavljen spomenik v obliki ciborija, na katerem je stal 16 m visok obelisk. Načrt zanj je naredil zagrebški arhitekt Hektor Eckhel. Na sarkofagu pod ciborijem so vklesani stihi Jovana Jovanovića Zmaja: "I hvala i slava junacima vrlim, padom uzdignutim smrću neumrlim".
V bitki je sodeloval in padel Adam Zrinski, nečak hrvaškega bana Nikole Zrinskega. Bil je predzadnji moški član te hrvaške rodbine. Po smrti njegovega bratranca Ivana Antona je rodbina izumrla.